# Palau del Baró de Peramola
El Palau del Baró de Peramola era un edifici situat als carrers de la Mercè, de les Polleres (actualment Louis Braille) i la Muralla de Mar (actualment Passeig de Colom), actualment desaparegut.

## Història
Joan Galceran de Pinós-Fenollet i de Zurita-Peramola, comte de Vallfogona, tenia la seva residència principal al carrer de la Mercè. Fou succeït per la seva germana Francesca, vídua en segones noces de Juan Francisco Cristóbal Fernández de Híjar y Fernández de Heredia, duc d'Híxar, i aquesta per la seva filla Isabel Margarita Ferrandis d'Híxar i Castro-Pinós (1603-1642), casada amb Rodrigo de Silva y Sarmiento, marquès d'Alenquer. L'hereu fou Jaime de Silva y Fernández de Híjar (1625-1700), i el 1714, la seva filla Rosa de Silva y Pimentel, baronessa de Peramola, es va casar amb Baltasar Soler de Marrades-Vic y Cernesio, comte de Sallent, que morí el 1729.
En el seu testament del 1739, Rosa de Silva llegà la baronia al seu confessor, el prevere Antonio de Navarrete. Això va motivar un litigi per part dels seu hereus, però finalment, cap al 1755, el seu germà Jacinto va aconseguir que la hi adjudiquessin. Fou succeït pel seu fill Antonio de Navarrete y Montiel, i el 1777, el seu apoderat Domènec Puiggener va demanar permís per a construir un mirador en un dels balcons del casal (aleshores ocupat pel seu germà Agustín, comissari reial de Marina) que donava a la Muralla de Mar. Poc després, el paleta Josep Molist va demanar permís per a posar-hi uns balcons al primer pis del carrer de la Mercè. El 1782, el baró va demanar permís per a obrir-hi una finestra de cinc pams a la mateixa façana.
El 1785, després de la mort del baró, el mateix Puiggener, apoderat dels tutors de l'hereu Francisco de Navarrete y Sebastián (1771-1807), va demanar permís per a posar-hi un altre balcó al carrer de la Mercè i eixamplar-ne un altre al carreró de les Polleres. El 1793, aquest establí una concòrdia amb Pedro Pablo de Alcántara Fernández de Híjar y Abarca de Bolea, duc d'Híxar, per la qual aquest renunciava a la baronia de Peramola en favor dels Navarrete.
El 1803, Francisco de Navarrete va demanar permís per a fer-hi noves reformes. El 1828, el seu fill Pedro de Alcántara de Navarrete y de la Torre (1802-1855) va demanar permís per a fer-hi més reformes. Finalment, el febrer del 1833, un incendi devastà el palau, que ja no seria reconstruït.